# 上原明悠美
上原 明悠美（うえはら あゆみ、1994年11月23日 - ）は、日本の元陸上競技選手。長距離走。2015年夏季ユニバーシアードハーフマラソン銅メダリスト、団体金メダリスト。
2017年からチーム4期生として日本郵政グループ女子陸上部に所属するも、2018年9月限りで現役を退き、社業に専念した。

## 主な記録
| 年     | 大会                       | 種目           | 順位     | 備考             |
| ------ | -------------------------- | -------------- | -------- | ---------------- |
| 2013年 | 全日本大学女子駅伝         | 1区            | 区間2位  | 松山大3位        |
| 2014年 | 世界大学クロスカントリー   |                | 4位      | 日本団体銀メダル |
|        | 富士山女子駅伝             | 1区            | 区間3位  | 松山大5位        |
| 2015年 | 日本学生女子ハーフマラソン | ハーフマラソン | 優勝     |                  |
|        | 第28回ユニバーシアード     | ハーフマラソン | 銅メダル | 日本団体金メダル |
|        | 日本インカレ               | 10000m         | 4位      |                  |
|        | 全日本大学女子駅伝         | 1区            | 区間4位  | 松山大3位        |
|        | 富士山女子駅伝             | 1区            | 区間4位  | 松山大3位        |
| 2016年 | 日本学生女子ハーフマラソン | ハーフマラソン | 2位      |                  |
|        | 全日本大学女子駅伝         | 1区            | 区間14位 | 松山大優勝       |
|        | 富士山女子駅伝             | 6区            | 区間賞   | 松山大3位        |